# Ayumu Murase
Ayumu Murase (村瀬 歩 Murase Ayumu?,  Los Ángeles, California, 14 de diciembre de 1988) es un actor de voz japonés, afiliado a VIMS. Algunos de sus papeles más destacados incluyen el de Shōyō Hinata en Haikyū!!, Uosuke en Fairy Tail, Iruma Suzuki en Mairimashita! Iruma-kun, Kenjirō Minami en Yuri!!! on Ice, Luck Voltia en Black Clover y Ryō Asuka en Devilman Crybaby. En 2016, ganó el premio junto con sus colegas Shunsuke Takeuchi y Yūichirō Umehara a "Mejor actor nuevo" en la décima ceremonia de los Seiyū Awards.

## Biografía
Murase nació el 14 de diciembre de 1988 en la ciudad de Los Ángeles, California, pero creció en Aichi, Japón. Vivió en Aichi hasta graduarse de la escuela secundaria, tras lo cual asistió a la universidad en la prefectura de Kioto. Posteriormente se trasladó a Tokio.

## Filmografía

### Anime
| Año  | Anime                                                  | Papel                                                           |
| ---- | ------------------------------------------------------ | --------------------------------------------------------------- |
| 2012 | Shin Sekai Yori                                        | Shun Aonuma (14 años)                                           |
| 2012 | Sakamichi no Apollon                                   | Shigetora Maruo                                                 |
| 2012 | Sword Art Online                                       | Recon / Shinichi Nagata                                         |
| 2013 | Gatchaman Crowds                                       | Rui Ninomiya                                                    |
| 2013 | Nagi no Asukara                                        | Atsushi Minegishi                                               |
| 2013 | Ginga Kikoutai Majestic Prince                         | Patrick Hoyle                                                   |
| 2013 | Yahari Ore no Seishun Love Come wa Machigatteiru       | Taishi Kawasaki                                                 |
| 2014 | Hitsugi no Chaika                                      | Tipo                                                            |
| 2014 | Fairy Tail                                             | Uosuke                                                          |
| 2014 | Haikyū!!                                               | Shōyō Hinata                                                    |
| 2014 | M3 The Dark Metal                                      | Heito Isaku                                                     |
| 2014 | Mahōka Kōkō no Rettōsei                                | Shinkurō Kichijōji                                              |
| 2014 | Nobunaga Concerto                                      | Mori Ranmaru                                                    |
| 2014 | Ōkami Shōjo to Kuro Ōji                                | Yuu Kusakabe                                                    |
| 2014 | Parasyte                                               | Mandíbula                                                       |
| 2014 | Mysterious Joker                                       | Bromista                                                        |
| 2014 | Gundam Build Fighters Try                              | Toshiya Shiki (Equipo SD‑R)                                     |
| 2014 | Noragami                                               | Manabu Ogiwara                                                  |
| 2014 | World Trigger                                          | Reghindetz                                                      |
| 2015 | Ansatsu Kyoshitsu                                      | Yūji Norita (episodio 20)                                       |
| 2015 | Jōkamachi no Dandelion                                 | Haruka Sakurada                                                 |
| 2015 | Gangsta.                                               | Wallace Arcangelo (joven)                                       |
| 2015 | Gatchaman Crowds Insight                               | Rui Ninomiya                                                    |
| 2015 | Haikyū!! 2                                             | Shōyō Hinata                                                    |
| 2015 | Makura no Danshi                                       | Haruto Enokawa                                                  |
| 2015 | Mysterious Joker 2                                     | Bromista                                                        |
| 2015 | Overlord                                               | Nfirea Bareare                                                  |
| 2015 | Shinmai Maō no Testament                               | Luka                                                            |
| 2015 | Ushio to Tora                                          | Baldanders                                                      |
| 2015 | Yu-Gi-Oh! ARC-V                                        | Halil                                                           |
| 2016 | Cheer Boys!!                                           | Ryūzo Sakuma                                                    |
| 2016 | D.Gray-man Hallow                                      | Allen Walker                                                    |
| 2016 | Divine Gate                                            | Bruno                                                           |
| 2016 | Nobunaga no Shinobi                                    | Sukezou                                                         |
| 2016 | Servamp                                                | Hugh el Oscuro Algernon III                                     |
| 2016 | Super Lovers                                           | Ikuyoshi Sasaki                                                 |
| 2016 | Sōsei no Onmyōji                                       | Yūto Ijika                                                      |
| 2016 | Hatsukoi Monster                                       | Kazuo Noguchi                                                   |
| 2016 | Sakamoto desu ga?                                      | Yuuto (ep. 6)                                                   |
| 2016 | Yuri!!! on Ice                                         | Kenjirō Minami                                                  |
| 2016 | Haikyū!! Karasuno High School vs Shiratorizawa Academy | Shōyō Hinata                                                    |
| 2017 | ACCA: 13-ku Kansatsu-ka                                | Akkaa-kun (ep. 2)                                               |
| 2017 | Ao no Exorcist: Kyoto Fujōō-hen                        | Karura                                                          |
| 2017 | Black Clover                                           | Luck Voltia                                                     |
| 2017 | ēlDLIVE                                                | Chūta Kokonose                                                  |
| 2017 | Hand Shakers                                           | Masaru Hojo                                                     |
| 2017 | Kamiwaza Wanda                                         | Naisu                                                           |
| 2017 | Mahō Tsukai no Yome                                    | Cartaphilus/Joseph                                              |
| 2017 | Nobunaga no Shinobi: Ise Kanegasaki-hen                | Sukezou                                                         |
| 2017 | Shōkoku no Altair                                      | Tuğril Mahmut Pasha                                             |
| 2017 | Super Lovers 2                                         | Ikuyoshi Sasaki                                                 |
| 2018 | Banana Fish                                            | Skip                                                            |
| 2018 | Devilman Crybaby                                       | Ryo Asuka                                                       |
| 2018 | Dorei‑ku The Animation                                 | Taiju Nakano                                                    |
| 2018 | Gaikotsu Shotenin Honda-san                            | Azarashi                                                        |
| 2018 | Hinomaru Sumo                                          | Kei Mitsuhashi                                                  |
| 2018 | Inazuma Eleven: Ares no Tenbin                         | Asuto Inamori                                                   |
| 2018 | Inazuma Eleven: Orion no Kokuin                        | Asuto Inamori                                                   |
| 2018 | Irozuku Sekai no Ashita kara                           | Chigusa Fukasawa                                                |
| 2018 | Last Period                                            | Gajeru                                                          |
| 2018 | Muhyo & Roji's Bureau of Supernatural Investigation    | Toru Muhyo                                                      |
| 2018 | Nil Admirari no Tenbin: Teito Genwaku Kitan            | Hitaki Kuze                                                     |
| 2018 | Pop Team Epic                                          | Joseph (ep. 9)                                                  |
| 2018 | The Thousand Musketeers                                | Nicola y Noël                                                   |
| 2018 | Touken Ranbu: Hanamaru 2                               | Sayo Samonji                                                    |
| 2019 | Daiya no Ace Act II                                    | Kaoru Yui                                                       |
| 2019 | Bananya: Fushigi na Nakamatachi                        | Bananyako, Tabby Bananya, Baby Bananya, Bananya Bunch, The Mice |
| 2019 | Kabukichō Sherlock                                     | Maki Hokari                                                     |
| 2019 | Dōkyonin wa Hiza, Tokidoki, Atama no Ue.               | Hachi                                                           |
| 2019 | Dr. Stone                                              | Ginro                                                           |
| 2019 | Ensemble Stars!                                        | Tori Himemiya                                                   |
| 2019 | Kochoki: Wakaki Nobunaga                               | Oda Hidetaka                                                    |
| 2019 | Sarazanmai                                             | Kazuki Yasaka                                                   |
| 2019 | Mairimashita! Iruma-kun                                | Iruma Suzuki                                                    |
| 2019 | Namu Amida Butsu!: Rendai Utena                        | Bosatsu Miroku                                                  |
| 2020 | Haikyū!! To The Top                                    | Shōyō Hinata                                                    |
| 2020 | Infinite Dendrogram                                    | Hugo Lesseps                                                    |
| 2020 | Number24                                               | Yū Mashiro                                                      |
| 2020 | Listeners                                              | Echo Wreck                                                      |
| 2020 | Fugō Keiji Balance: Unlimited                          | chico del tren (ep. 3)                                          |
| 2020 | Shingeki no kyojin Final Season                        | Udo                                                             |
| 2021 | Dr. Stone: Stone Wars                                  | Ginro                                                           |
| 2021 | Kemono Jihen                                           | Akira (Iwakiyama Yukisato Shirona no Gojuuroku‑shi)             |
| 2021 | Bishōnen Tanteidan                                     | Manabu Soutouin                                                 |
| 2021 | Mairimashita! Iruma-kun segunda temporada              | Iruma                                                           |
| 2021 | Ōsama Ranking                                          | Kage                                                            |
| 2021 | Bakuten!!                                              | Mashiro Tsukiyuki                                               |
| 2021 | World Trigger 2nd Season                               | Reghindetz                                                      |
| 2021 | Deatte 5-byou de Battle                                | Akira                                                           |
| 2021 | Shakunetsu Kabaddi                                     | Yūki Hitomi                                                     |
| 2022 | Koroshi Ai                                             | Jinon                                                           |
| 2022 | Ninjala                                                | Kappei                                                          |
| 2022 | Chainsaw Man                                           | Aki Hayakawa (niño)                                             |
| 2023 | Kimetsu no Yaiba: Katanakaji no Sato-hen               | Kotetsu                                                         |
| 2023 | Shūmatsu no Valkyrie                                   | Zerofuku                                                        |
| 2023 | Kyūketsuki Sugu Shinu 2                                | Mikazuki                                                        |
| 2023 | Ragna Crimson                                          | Crimson                                                         |
| 2023 | Hirogaru Sky! Pretty Cure                              | Tsubasa Yuunagi / Cure Wing                                     |

### Películas
- El Imperio de Cadáveres como Friday (2015)
- Code Geass: Fukkatsu no Lelouch como Shalio (2019)
- Goodbye, Don Glees! como Shizuku «Drop» Sakuma (2022)
- Pretty Guardian Sailor Moon Cosmos: The Movie como Sailor Aluminum Siren (2023)

### Videojuegos
- Azure Percusor Gunvolt (Nova/Shiden)
- i-Chu (Kokoro Hanabusa)[6]
- J-Victoria de estrellas Vs (2014) (Shōyō Hinata)
- Muy Núm. 9 (Beck)
- Captain Tsubasa:Dream Team (Aoi Shingo)
- Fire Emblem Heroes (Soren)
- Genshin Impact (Venti)
- Ensemble Stars! (Himemiya Tori)
- Identity V  (Víctor Grantz The Postman) (2021)
- Arknights (Mizuki)
- fuga:melodies of steel 1 y 2 (malt marzipan)